# Leslie Deniz
Leslie Jean Deniz (ur. 25 maja 1962 w Oakland) – amerykańska lekkoatletka specjalizująca się w rzucie dyskiem, uczestniczka letnich igrzysk olimpijskich w Los Angeles (1984), srebrna medalistka olimpijska w rzucie dyskiem.

## Sukcesy sportowe
- trzykrotna medalistka mistrzostw Stanów Zjednoczonych w rzucie dyskiem – dwukrotnie złota (1981, 1983) oraz srebrna (1982)[1]
- złota medalistka mistrzostw National Collegiate Athletic Association w rzucie dyskiem – 1983[2]

| Rok  | Miasto          | Zawody                               | Konkurencja  | Wynik         |
| ---- | --------------- | ------------------------------------ | ------------ | ------------- |
| 1980 | Greater Sudbury | Mistrzostwa panamerykańskie juniorów | rzut dyskiem | złoty medal   |
| 1984 | Los Angeles     | Igrzyska olimpijskie                 | rzut dyskiem | srebrny medal |

## Rekordy życiowe
- rzut dyskiem – 65,20 – Tempe 07/04/1984